# 張美良
張美良（1957年3月23日—），原姓胡，生父為胡肇祺，是六十三代张天師張恩溥繼妻（陳月娟女士）之子，與天師家族無任何血緣關係，2008年12月向戶政機關單位申請變更由原來的胡姓改成張姓，2009年1月獲戶政機關單位核予變更。于同年3月28日宣称袭职六十四代天师並举行仪式，但不被張天師宗族認可。

## 争议
对于张美良自称承袭张天师的说法，龍虎山嗣漢天師府表示张天师自第一代至第六十三代都是经朝廷敕封的、道教界公認，此后已停止世袭，龍虎山嗣漢天師府不承认任何自封“六十四代”或“六十五代”的天師。而《留侯天师世家宗谱》仅记载張恩溥有张允贤、张允康二子，张美良并未被记载于宗谱之上。
張美良在2010年（民國99年）曾因酒駕案件，被高雄地方法院判罰5萬元，並在2011年3月4日繳清罰款。但他並未記取教訓，明知酒後不能開車，卻仍在2013年3月29日晚上9點左右，於高雄市鳳山區保泰路的釣蝦場喝酒後，已達酒駕標準，仍於當晚11點騎機車上路。結果半小時後，在前鎮區保泰路與瑞福路口因行跡可疑被警方攔查，酒測值高達0.70毫克，最終被判刑3個月。